# Cal Sagristà
Cal Sagristà és una casa entre mitgeres de planta i dos pisos a la vila de Piera (Anoia) inclosa en l'Inventari del Patrimoni Arquitectònic de Catalunya. És interessant pels elements modernistes que incorpora a la façana: ornamentació de les llindes de les obertures de tema floral, essent els del segon pis molt treballats. També la tribuna del primer pis, de vidriera i columnes de pedra artificial. En l'acabament de façana hi ha l'any de construcció inscrit en un rombe ornamentat. Destaca també la barana del terrat d'elements de ferro i obra alternats, i amb un fris ondulat. Els murs de la primera i segona planta són d'arrebossat imitant carreus.